# Сімха Іцхак бен Моше Луцький
Сімха Іцхак бен Моше Луцький (іврит: שמחה יצחק בן משה לוצקי, польська: Łucki, Сіма Ізаак; народився 1716, помер 1760 або 1766) - караїм маскил, теолог, кабалістичний письменник, науковець, бібліограф і духовний лідер, відомий також як "караїмський раши" та "Олам Чаїр" (останній означає буквально "мікрокосм" - скорочення, засноване на гематрії його ім'я). 
Сімха народився у Луцьку і проживав там до 1754 року, коли переїхав до Чуфут-Кале (Крим) на запрошення багатого покровителя Мордехая бен Берахаха, одного з голів місцевої громади, щоб стати новим головою їх Медресе. Він був переписувачем ранніх караїмських єврейських рукописів, писав різні дослідження теології, філософії, галахи та кабали. Його "Світло праведникам" (1757) - історія караїмського юдаїзму та його література, в якій він представив силует для неписаного Закону (караїмської єврейської "неписаної" версії Мішни) від Іуди бен Таббая.
У вступі до більшості своїх творів він згадав, що він був сином Мойсея, сина Сімхи, сина Йосипа, сина Ієшуа (загинув у Деражному в 1649 році під час Хмельниччини), сина Сімни, сина Єшуа, син Самуїла, зі шляхетської родини.

## Зовнішнє посилання
- Запис єврейської енциклопедії [Архівовано 7 червня 2021 у Wayback Machine.]